# Rob Swire

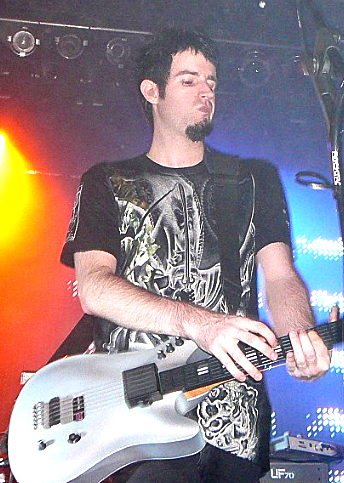
Rob Swire bei einem Auftritt in Atlanta (2009)

Robert Swire-Thompson (kurz: Rob Swire; * 5. November 1982 in Perth, Western Australia) ist ein australischer Singer-Songwriter und Musikproduzent der Genres Drum and Bass, House und Dubstep. Bekanntheit erlangte er vor allem als Bandleader von Pendulum und Knife Party. Swire beherrscht eine Reihe von Instrumenten, unter anderem verschiedene Schlaginstrumente, Piano- und Gitarrensynthesizer und E-Bass.

## Karriere
Swire wurde in Australien geboren, verbrachte jedoch fünf Jahre seiner Kindheit in Simbabwes Hauptstadt Harare, wo er bereits Schlagzeug spielen lernte. Zurück in seiner Heimat besuchte er in Swanbourne, einem Vorort von Perth, das Scotch College. Dort traf er erstmals auf das spätere Bandmitglied Gareth McGrillen. Nachdem er das College 1999 verließ, begann er für lokale Bands als Musikproduzent zu arbeiten und spezialisierte sich dabei insbesondere auf die Genres Drum and Bass, Breakbeat und Metal. Zudem veröffentlichte er unter Independent-Labels erste eigene Songs, wie Fat American Bitchcore oder Electrodes on the Skull, meist in Verbindung mit Werken anderer Musiker.
2002 schloss er sich mit Gareth McGrillen, mit dem er bereits vorher das Projekt Xygen geformt hatte, und dem DJ Paul Harding zur Drum-and-Bass-Band Pendulum zusammen. Swire fungierte als Songwriter und Produzent der Band und übernahm Gesang und Gitarrensynthesizer bei Auftritten, wodurch er als Bandleader hervorstach. Bereits mit dem Debütalbum Hold Your Colour machte sich die Band einen Namen und veröffentlichte bis zu ihrer Auflösung fünf Alben. Bereits 2011 formierte sich Swire mit McGrillen neu als Knife Party, ehe er im Juni 2012 die Auflösung von Pendulum bekannt gab. Zur Gründung von Knife Party veröffentlichte er den Track Not Pendulum, um deutlich zu machen, dass Knife Party nicht von Pendulum abhängt.
Mit Knife Party bedienen Swire und McGrillen vor allem das House- und Dubstep-Genre. Bisher veröffentlichte das Duo vier EPs und ein Album. Zudem ist Swire nebenbei weiterhin als Produzent aktiv, beispielsweise für Rihanna, für deren Single Rude Boy er E-Bass und Hintergrundgesang beisteuerte. 
Im März 2016 trat Pendulum auf dem Ultra Music Festival in Miami zum ersten Mal seit der langjährigen Pause unter dem Titel "Pendulum Returns" auf. 2017 folgte eine weltweite Tour der Band.